# Неграш
Неграш (роки життя невідомі) — командир полку Дієвої армії УНР.
Походив з селян Бессарабії. Служив унтер-офіцером лейб-гвардії Литовського полку.
З 16 січня 1919 р. до 19 травня 1919 р. — командир 57-го пішого дієвого Гайсинського полку Дієвої армії УНР.
(Серед вояків колишньої російської армії значився Негруш Каетан Григорович (? — до 25 лютого 1931), який помер у Кишиневі та був похований на місцевому Вірменському цвинтарі. Враховуючи рідкісне прізвище та певне відношення обох до Бессарабії можна припустити, що Неграш і Негруш — одна й та сама особа.)